# Catonephele antinoe
Catonephele antinoe är en fjärilsart som beskrevs av Jean Baptiste Godart 1823. Catonephele antinoe ingår i släktet Catonephele och familjen praktfjärilar. Inga underarter finns listade i Catalogue of Life.